# 革ジャン

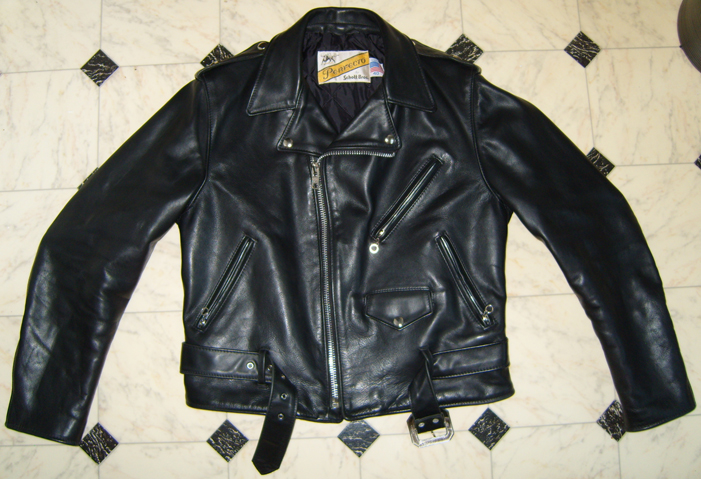
ショット613

革ジャン（かわジャン）とは、革製のジャンパーのこと。レザージャケット（英: leather jacket）とも。
革ジャンはさまざまな種類があるが、その中で双璧を成すのがフライトジャケットタイプとライダースジャケットタイプである。

## フライトジャケット

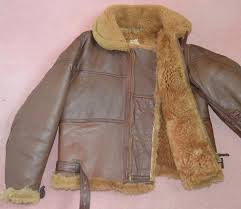
シアリングジャケット

フライトジャケットとは飛行服の一種。昔の航空機の操縦席は気密性が高くなく、衣服に高い防風性が必要とされた。その点、革は風を通さないのでフライトジャケットの素材として広く使われた。
アメリカ陸軍が開発し1927年に採用したタイプA-1サマーフライングジャケット（英: Type A-1 Summer Flying Jacket）が最初の革製フライトジャケットとされる。
A-1は夏季に着るために作られたものなので、防風性はあるが保温性はあまりない。冬季に着るためのものは、主に毛皮を使って作られる。シアリングジャケット（英: Shearling Jacket）ともいう。
シアリングジャケットタイプは1931年にイギリス空軍が採用したアービンジャケット（英: Irvin Jacket）が最初となる。アービンジャケットというのはエポニムで、レスリー・アービンが開発したため、そう呼ばれている。
数あるフライトジャケットの中でも際立つ存在なのが、A-1の後継モデルとして開発され、1931年に採用したタイプA-2サマーフライングジャケットである。このモデルは今現在もアメリカ空軍で製造・使用されている。

## ライダースジャケット

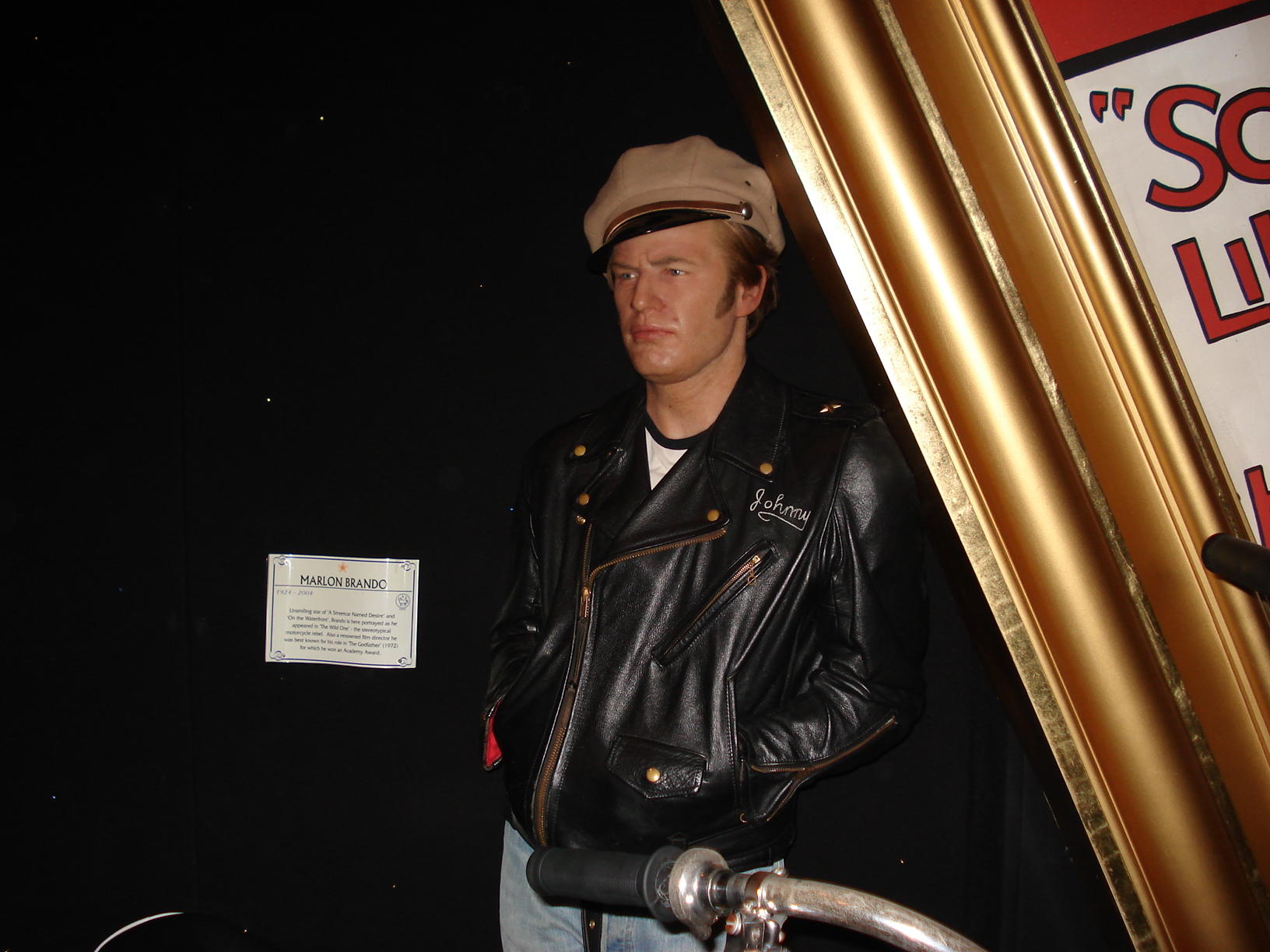
マダム・タッソー館にあるジョニー・ステイブラー（マーロン・ブランド）の蝋人形

ライダースというのはオートバイに乗る人達のことで、転倒時の怪我防止のためにデザインされたジャケットがライダースジャケットである。一見フライトジャケットと似ているが、防寒性と、肩や肘のプロテクターの有無が主な違いである。モーターサイクルジャケット（英: motorcycle jacket）とも。革製ライダースジャケットは幾つかのタイプに分けられる。
シングル
前開きを閉じるためのファスナーがほぼ正面についている。カフェレーサージャケット（英: cafe racer jacket）とも。
ダブル
前開きを閉じるためのファスナーが非対称の位置についている。バイカージャケット（英: biker jacket）とも。
1928年にアメリカのメーカー「ショット」が販売したパーフェクト（英: Perfecto）が最初のジップアップ式の革製ライダースジャケットとされる。形はダブルタイプ。シングルタイプが登場するのは、1931年にアメリカのメーカー「ハーレーダビッドソン」が販売したレザージッパージャケット（英: Leather Zipper Jackets）からとなる。
アメジャン（アメリカジャンパー）
裾に腰ベルトがつけられている。ルーズフィットで丈が短かい。
ロンジャン（ロンドンジャンパー）
裾に腰ベルトがつけられていない。スリムフィットで丈が長い。
1953年に公開されたモーターサイクルギャングを題材としたアメリカ映画『乱暴者』で、主役のジョニー・ステイブラーが着用していた黒のダブルタイプが典型的なアメジャンである。作品は大きな反響を呼び、イギリスのロッカーズにも影響を与えることとなる。
アメリカで主流だったオートバイはクルーザーという上体を立てた姿勢で乗るタイプであったが、ロッカーズのオートバイはカフェレーサーという改造をほどこした上体を寝かせた姿勢で乗るタイプであった。アメジャンを着てそういったオートバイに乗ると、腰ベルトのバックルが燃料タンクとぶつかり傷つけてしまうなど多数の問題が発生した。イギリスのオートバイ事情に合わせて改良をほどこしたものがロンジャンである。

## ファッション
革ジャンはさまざまなファッションに取り入れられている。とりわけロック、パンク・ロック、ヘヴィメタルといった音楽を基盤とするファッションとは関係が深い。
1970年代には「セックス・ピストルズ」、「ザ・クラッシュ」、「ラモーンズ」、「ジョニー・サンダース」といったパンク・ロックミュージシャン達がライダースジャケットを愛用した。1980年代に台頭したハードコア・パンクは、スタッズ、バッジ、ペイントなどで思い思いのカスタマイズをほどこした。
アメリカで黒のライダースジャケットとアウトローを強力に結びつけたのは『乱暴者』のジョニー・ステイブラーであり、アウトローバイカーであったが、日本でその役割をはたしたのは1972年にデビューしたロックバンド「キャロル」である。彼らのリーゼントに革ジャンというスタイルは、全国の不良達のファッションを一変させるほどのインパクトを与えた。
フランスでは1955年から1962年に「イヴ・サン＝ローラン」を通じて流行した。ブルゾンノアール（仏: blouson noir）と呼ばれている。
アメリカ大陸では古くから革を衣服に仕立てる文化があるため、アメリカンカジュアルなどではごく一般的なアイテムとして取り入れられている。